# Уолсингем, Эдмунд
Сэр Эдмунд Уолсингем (ок. 1488 — 10 февраля 1550) — солдат, лейтенант Лондонского Тауэра, член парламента времён короля Генриха VIII Тюдора.

## Биография
Уолсингем поступил на службу к Томасу Говарду, графу Суррею. 13 сентября 1513 года, спустя четыре дня после битвы при Флодденском поле, Эдмунд был посвящён в рыцари. В 1520 году Уолсингем находился при Генрихе VIII во время его встречи с императором Священной Римской империи Карлом V в Гравелине. В 1521 году становится придворным, был одним из присяжных, осудивших Эдварда Стаффорда, герцога Бэкингемского, назначается лейтенантом Лондонского Тауэра с зарплатой 100 фунтов стерлингов. За годы службы он принял под личный контроль государственных узников, таких, как Маргарет Поул, графиня Солсбери, маркиз Эксетер, лорд Монтегю, герцогиня Норфолк, виконт Лиль, Анна Болейн, Джон Фишер и сэр Томас Мор.
В 1530 году Эдмунд арендует усадьбы Тайтинг (Суррей) и Стрэнграунд (Хантингдоншир); в 1539 году король дарует ему 9 домов в Лондоне, а в 1543 году Уолсингем приобретает у сэра Роберта Саутуэлла усадьбы Суонтон и Ост-Пекхем.
В 1544 году становится вице-камергером, а в следующем избирается в парламент.
Сэр Эдмунд скончался 10 февраля 1550 года и был похоронен в часовне церкви Святого Николая в Скэдбари. В 1581 году сын и наследник Уолсингема, сэр Томас, воздвигнул памятник на могиле отца с четверостишием:
Рыцарь, когда-то достойный славы,

Лежит, похоронен под этой беседкой.

Сэр Эдмунд Уолсингем его звали,

Лейтенантом он был в Лондонском Тауэре.
Оригинальный текст (англ.):
A knight sometime of worthy fame

Lieth buried under this stony bower

Sir Edmund Walsingham was his name,

Lieutenant he was of London Tower.

## Семья
Первый брак:
Жена: Кэтрин Гаунтер (Гюнтер) (до 1495 — после 1526), дочь Джона Гаунтера и Элизабет Эттворт (Ютворт). В браке Эдмунда и Кэтрин родились:
- Томас Уолсингем (1526—1584), отец придворного Елизаветы I Т. Уолсингема
- Джон Уолсингем, умер в юности
- Джордж Уолсингем, умер в юности
- Вальтер Уолсингем, умер в юности
- Мэри Уолсингем, вышедшая замуж за сэра Томаса Барнадистона
- Алиса Уолсингем, вышедшая замуж за сэра Томаса Сондерса
- Элеонора Уолсингем, вышедшая замуж за сэра Ричарда Финча
- Кэтрин Уолсингем, умерла в юности

Второй брак:
Жена: Энн Джернингем, дочь сэра Эдварда Джернингема и леди Маргарет Бедингфилд. Этот брак был бездетным.